# بطولة العالم للدراجات على المضمار 1911
بطولة العالم للدراجات على المضمار 1911 هي الدورة ال19 من بطولة العالم للدراجات على المضمار، أجريت في روما، إيطاليا.

## النتائج النهائية
| المسابقة                              | ذهبية                          | فضية                    | برونزية               |
| ------------------------------------- | ------------------------------ | ----------------------- | --------------------- |
| الرجال                                |                                |                         |                       |
| السرعة الفردية                        | Thorvald Ellegaard (DEN)       | Léon Hourlier (FRA)     | Medal not awarded     |
| سباق مطاردة الدراجة النارية للهواة    | ليونارد ميريديث (GBR)          | Bertus Mulckhijze (NED) | بيترو لوري (ITA)      |
| سباق مطاردة الدراجة النارية للمحترفين | Georges Parent (cyclist) (FRA) | Louis Darragon (FRA)    | جيمس هنري موران (USA) |